# Collegiale kerk van Saint-Léonard van Saint-Léonard-de-Noblat
De Collegiale kerk van Saint-Léonard van Saint-Léonard-de-Noblat (Frans: Collégiale Saint-Léonard de Saint-Léonard-de-Noblat) is een voormalige Franse collegiale kerk in Saint-Léonard-de-Noblat. De kerk is gebouwd in romaanse stijl en staat op de monumentenlijst. Ze maakt deel uit van de pelgrimsroute naar Santiago de Compostella. Sinds 1998 staat ze op de Werelderfgoedlijst van UNESCO als onderdeel van de routes in Frankrijk naar Santiago de Compostella.